# Bez rodziny
Bez rodziny (fr. Sans famille) – powieść francuskiego pisarza Hektora Malota (1830–1907), opublikowana w 1878 r., w 1895 r. wydana w języku polskim. Jest najsłynniejszym dziełem książkowym pisarza.